# ジェシカ・シンプソン
ジェシカ・シンプソン（Jessica Simpson、本名：Jessica Ann Johnson、1980年7月10日 - ）は、アメリカ合衆国のシンガーソングライター、女優、ファッションデザイナー。
テキサス州アビリーン生まれ。身長161cm。父は南部バプテスト（プロテスタント）派の牧師。母のティナは元日曜学校の教師。妹のアシュリー・シンプソンは姉と同じくシンガーソングライター。

## 来歴
幼い頃からシンガーソングライターに憧れていたジェシカは、12歳のときに教会の聖歌隊でゴスペルを歌い始め、同時期に『ミッキー・マウス・クラブ』のオーディションにも参加したが、本番で緊張してしまい不合格になる。その後、インディーズのクリスチャン・レーベルと契約するが、このレーベルが後に倒産してしまう。夢を諦めかけていたその時、祖母のジョイスが資金を出す形でデモ・アルバムを制作。通っていたJ.J.ピアース高等学校を1997年に中退し、アルバムのプロモーションのために父と各地を回る。地道な努力の甲斐があり、アルバムは完売した。
その後、専門の弁護士を付けてレコード会社各社を回り、いくつものレーベルからオファーを受ける。そんな中、ソニー・ミュージックの社長トミー・モトーラと出会い、彼の前で歌声を披露した結果、即契約となる。ジェシカはこの時、モトーラの「君はこれからその心と歌声で世界を変えていくんだ」という言葉に感動し、契約を決めたという。
なおジェシカは高校中退後、テキサス州の学校が行っている遠隔教育を通じて General Educational Development（GED）を取得している。

### 歌手活動
「21世紀のマライア・キャリー」のキャッチコピーで大々的に売り出され、シングル「アイ・ウォナ・ラヴ・ユー・フォーエヴァー」でデビュー。ビルボードHOT100において、最高3位を5週連続にわたって記録する大ヒットとなり、華々しいデビューを飾る。その後、ファースト・アルバム『Sweet Kisses』をリリース。まだ見ぬ未来の夫に捧げたという「Heart Of Innocence」では作詞にも参加し、「結婚するまで純潔を守る」と発言した。「アイ・シンク・アイム・イン・ラヴ」や「Where You Are」（当時の恋人ニック・ラシェイとのデュエット）がアルバム『Sweet Kisses』からシングル化。アルバムは最高25位ながら地道にロングヒットを続け、全米で200万枚、世界で400万枚近い売り上げを記録した。

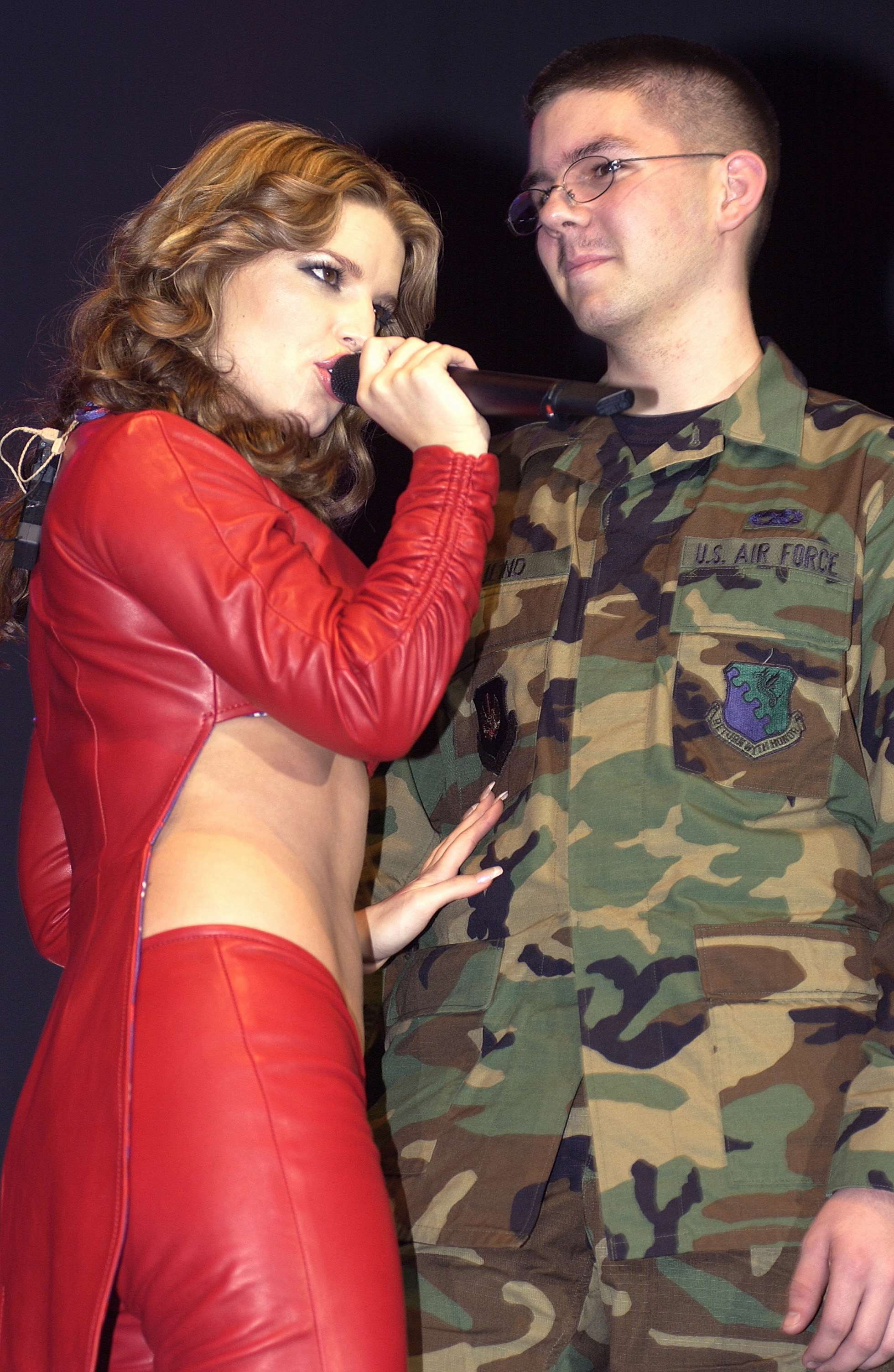
米軍慰問協会の企画の一環としてパフォーマンスするジェシカ（2001年）

2001年、セカンド・アルバム『イレジスタブル』をリリース。ダンス・ミュージック、R&Bテイストを取り入れたこのアルバムは全米で最高6位を記録し、100万枚近くを売り上げた。このアルバムは、ジェシカをブリトニー・スピアーズのような存在にしたいというレコード会社の方針に沿って作られたアルバムだったが、後にジェシカが「それは自分らしくなかった」とも語っている。アルバムのラストには、本人が人生の一部だと語るゴスペル・スタンダード・ナンバー「His Eye Is On The Sparrow」を収録。
2002年、ナインティーエイト・ディグリーズ (98°) のメイン・ボーカル、ニック・ラシェイと結婚。2人の出会いは、1999年にジェシカがナインティーエイト・ディグリーズのツアーのオープニングアクトを務めた時までさかのぼる。2003年には結婚後初となるサード・アルバム『イン・ディス・スキン』をリリース。アメリカのチャートで初登場10位を記録。
同年には夫ニックとの新婚生活を描いたMTVのリアリティ番組『ニューリーウェッズ 新婚アイドル:ニックとジェシカ (Newlyweds: Nick and Jessica)』が放送開始され、大ヒットを記録。本業の音楽のほうも、『In This Skin』からのシングル「With You」が番組とリンクしたミュージック・ビデオの効果もあって大ヒット。一度圏外になったアルバムもみるみるうちにランクアップし、最高2位を記録。全米だけで300万枚以上を売り上げるキャリア最大のヒット作となった。
11月にはクリスマス・アルバム『リジョイス』をリリース。このアルバムは、クリスマスが大好きだった亡くなった祖母のジョイスにちなんで名づけられたタイトルで、本人の思い入れも強いアルバムとなった。夫のニック・ラシェイとのデュエット曲や、この年に歌手デビューした実妹のアシュリー・シンプソンとのデュエット曲も収録。

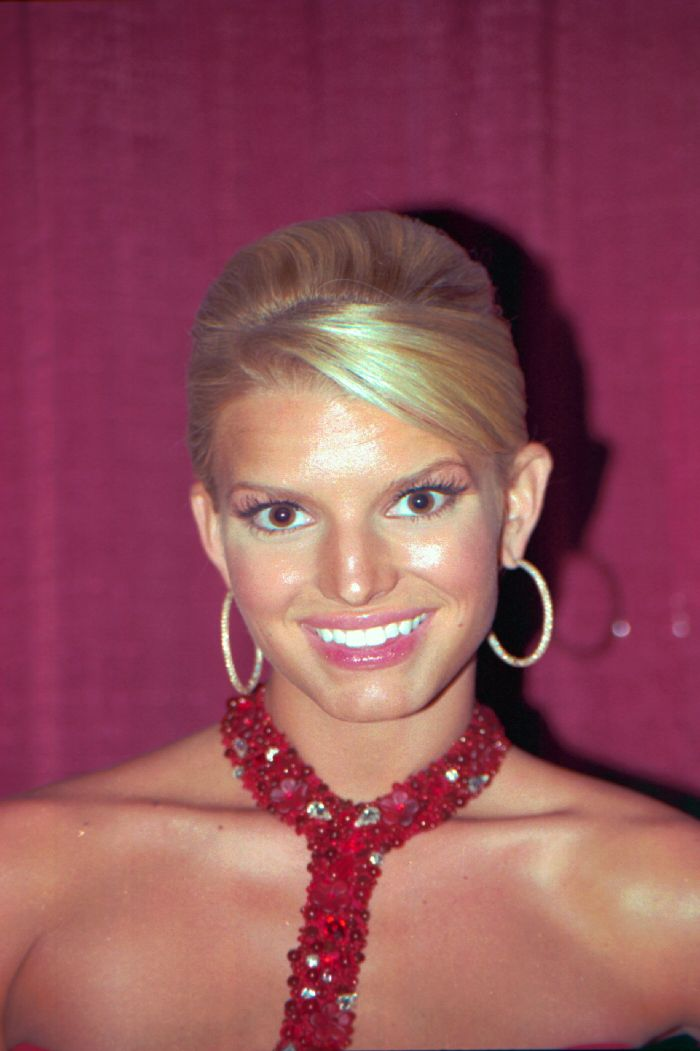
ジェシカ・シンプソン（2004年）

2005年、本格的な女優デビューとなる初主演映画『デュークス・オブ・ハザード』(The Dukes Of Hazzard) が公開され、全米で興行収入1位を記録する大ヒットを記録。ジェシカによる主題歌「にくい貴方 (These Boots Are Made for Walkin')」（ナンシー・シナトラのカバー曲）もヒットと順調にキャリアを積んでいく。だが、11月に夫ニック・ラシェイとの破局を発表。離婚へ向けて動き出した。『ニューリーウェッズ 新婚アイドル:ニックとジェシカ』で人気を集めたカップルの破局は、全米中に衝撃を与えた。婚姻生活は約3年だった。
翌年には前作から3年ぶりとなるアルバム『ア・パブリック・アフェア』をリリース。このアルバムはソングライター、そしてプロデューサーとしてもジェシカ自身が大きく関わった意欲作となった。先行シングルとなった「A Public Affair」はマドンナの「ホリデイ」を彷彿させるポップソングで、ミュージック・ビデオにはクリスティーナ・ミリアン等の同業者が友情出演し話題となる。しかし、アルバム発売前後に喉を痛めてしまって十分なプロモーションをできなかった影響や離婚によるイメージダウンもあってか、売り上げは前作より大幅に減少した。
2007年、アメリカのシンガーソングライターであるジョン・メイヤーとの交際が話題になったが、数か月で破局する。その後、ダラス・カウボーイズのQBトニー・ロモとの交際を開始する。更に自身のファッションブランドである「ジェシカ・シンプソン」を立ち上げた。
2008年、アルバム『ドゥー・ユー・ノウ』をリリース。今作はカントリー・ミュージックを基調とした作品になっている。ジェシカは以前よりカントリーを歌うことを希望しており、それが叶うことになった。「カントリーは自分の魅力を最大限に出せる」とも発言。アメリカとカナダのカントリー・アルバムチャートでは1位を獲得。

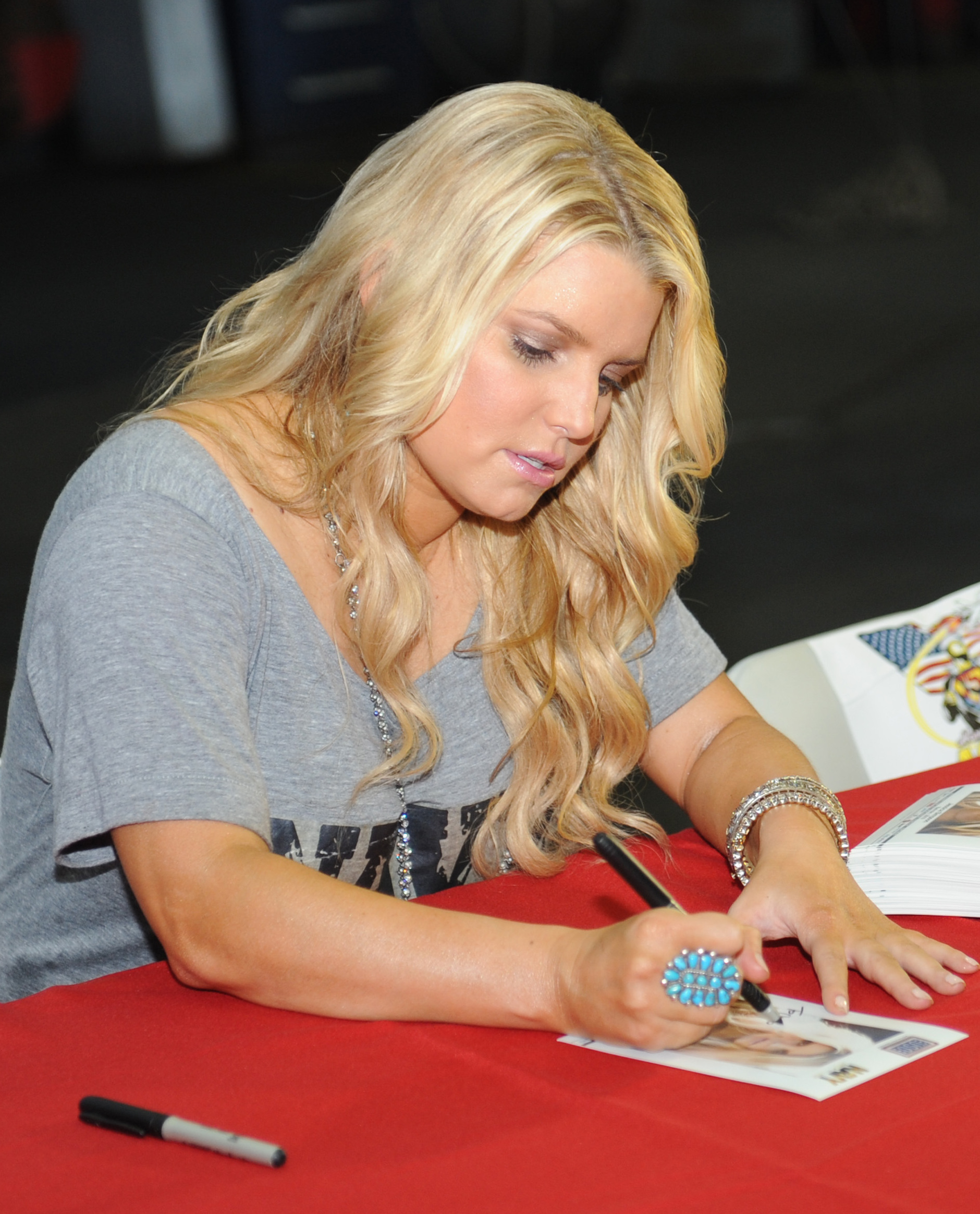
サインを書くジェシカ（2010年）

2009年はデビュー10周年だったが、激太りなどのゴシップの話題ばかりが先行。過激な報道に見かねた実妹のアシュリー・シンプソンがメディアに反撃に出たこともある。テレビ番組の企画で久々の来日も果たした。翌年には『The Price Of Beauty』という世界の美をテーマにしたリアリティ番組を開始。
同年、元NFL選手エリック・ジョンソンと5月に交際を始め、11月11日に婚約した。2枚目のクリスマス・アルバムとなる『Happy Christmas』を発売。
2012年5月1日、エリック・ジョンソンとの間に第一子を出産。
2017年の『エレンの部屋』に酔っぱらった状態で出演、同時期にアルコール依存症の問題を抱えていたことが明らかになる。
2020年、自伝『オープン・ブック』を出版、過去の交際遍歴の数々や美容手術を受けた経験などを赤裸々に綴った。

## 人物

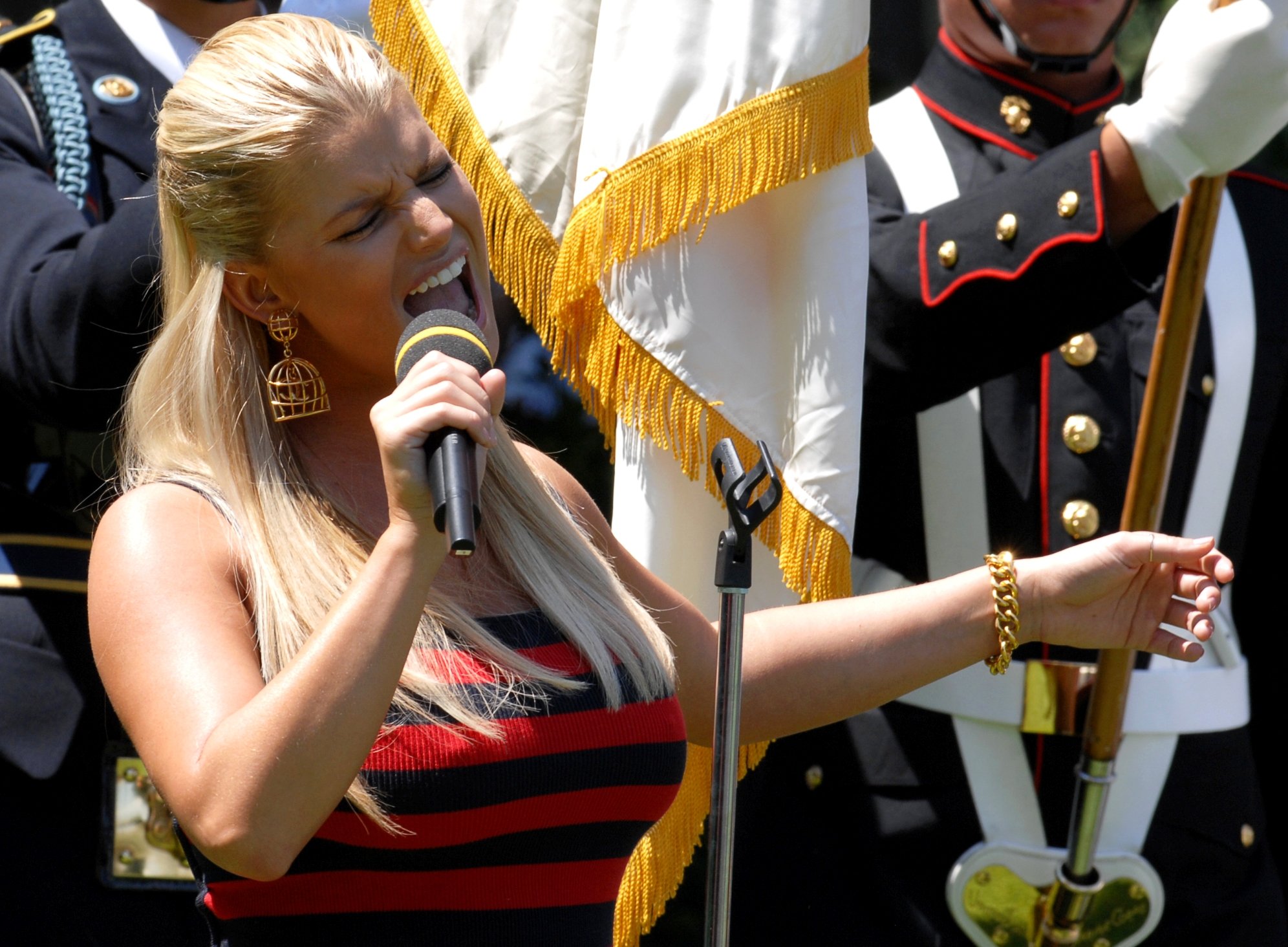
パフォーマンス中のジェシカ（2009年）

- ドラマティックなバラードが大好きで、自身の楽曲にもそういったものが多い。ポップ以外にはカントリーやR&Bを好む。
- 活動初期にはダンスも披露していたが、本人曰くあまり得意ではないらしく、近年ではダンスは全くしていない。ジェシカのダンスは、「アイ・シンク・アイム・イン・ラヴ」「Irresistible」「A Little Bit」「These Boots Are Made for Walkin'」のミュージック・ビデオなどで見ることができる。
- シンガーソングライターのジュエルのファンでもあり、ステージで共演したことがある。ちなみに3rdアルバムの『In This Skin』はジュエルの影響を受けている。
- 敬虔なバプテストで純潔運動家として知られ、一時期はヴァージンをカミングアウトしていた。離婚後、近年は恋多き女性として知られている。
- 映画『めざせ!スーパーの星』でのジェシカのセリフは806単語であったが、そのギャラは100万ドル（1.2億円）と破格の金額であった。
- ブリトニー・スピアーズと比較されることも多く、夫のエリックが自分の両親にジェシカを紹介した際には「あの頭を丸坊主にした、二人の子供を持つ女の子でしょ？」とブリトニーと間違えられたと自伝の中で明かしている[4]。
- 腹部の脂肪除去手術を受けたことがある。これについて「エリックの前で服を脱ぎたくなかった。だからセックスする時も、シャワーを浴びるときも服を着てやっていたの。」と手術を受ける前の苦悩を明かしている[4]。

### 発言
- リアリティ番組『ニューリーウェッズ 新婚アイドル:ニックとジェシカ』で Chicken of the Sea というブランドのツナ缶を見て「これは海にいる鶏の肉なの?」[5]と発言し、大きな話題を呼んだ。
- ナイキのショップで「アディダスのスウェットはどこ?」と尋ねるなどの天然発言が多い。
- トニー・モロと破局した後、受けたインタビューで「トニー・ロモにプレゼントした高価なボート、あれを彼にあげたままなのは悔しいですね。取り返さないんですか?」と聞かれた際に「いいの、私はインディアン・ギヴァー (Indian giver) じゃないわ」と答え、問題となる。“インディアン・ギヴァー”は「見返り欲しさに贈り物をする人」という意味であり、その昔ヨーロッパ系人種に見返りを求めて贈り物をしていたネイティブ・アメリカンに由来する言葉であるため、当然ネイティブ・アメリカンらに差別的な発言と受け取られ反感を食らった。しかし、ネイティブ・アメリカンのコミュニティのフォーラムで「彼女の言葉についてあれこれ議論するなんて、バカバカしくありませんか?」という意見が飛び出し、この問題は自然と終息へと向かった[6]。
  - その後、報道陣に釈明を求められた際に「I Am Indian, alright?（私はインディアン、わかった?）」と発言したが、この発言の真相は不明[7]。

## ディスコグラフィ

### スタジオ・アルバム
※は、アメリカ国内での総売上枚数、最高位、アメリカレコード協会 (RIAA) 認定。
- 『Sweet Kisses』 - Sweet Kisses (1999年、Columbia) ※約200万枚、25位、2xプラチナム
- 『イレジスタブル』 - Irresistible (2001年、Columbia) ※約85万枚、6位、ゴールド
- 『イン・ディス・スキン』 - In This Skin (2003年、Columbia) ※約350万枚、2位、3xプラチナム。3曲多いデラックス盤があるが、日本盤は未発売。ワールドセールスは約700万枚。
- 『リジョイス』 - ReJoyce: The Christmas Album (2004年、Columbia) ※約100万枚、15位、プラチナム
- 『ア・パブリック・アフェア』 - A Public Affair (2006年、Epic) ※約30万枚、5位、ゴールド
- 『ドゥー・ユー・ノウ』 - Do You Know (2008年、Epic / Columbia Nashville) ※約20万枚、4位
- Happy Christmas (2010年、Primary Wave / EMI / Eleveneleven)
- Open Book (2020年、HarperAudio) ※EP

### シングル
- 「アイ・ウォナ・ラヴ・ユー・フォーエヴァー」 - "I Wanna Love You Forever" (1999年)
- "Where You Are featuring Nick Lachey" (2000年)
- 「アイ・シンク・アイム・イン・ラヴ」 - "I Think I'm In Love With You" (2000年)
- "Irresistible" (2001年)
- "A Little Bit" (2001年)
- "Sweetest Sin" (2003年)
- "With You" (2004年)
- "Take My Breath Away" (2004年)
- "Angels" (2004年)
- "These Boots Are Made for Walkin'" (2005年) ※映画『デュークス・オブ・ハザード』サウンドトラック収録
- "A Public Affair" (2006年)
- "I Belong To Me" (2006年)
- "Come On Over" (2008年)
- "Remember That" (2008年)

### 映像作品
- 『ジェシカ・シンプソン/ドリーム・チェイサー』 - Dream Chaser (2002年、Sony)
- Sweetest Sin/With You (2003年、Sony)
- Reality Tour Live (2004年、Sony)

## フィルモグラフィ

### テレビ番組
- 『ニューリーウェッズ 新婚アイドル:ニックとジェシカ』 - Newlyweds: Nick and Jessica (2003年-2005年)
- The Price Of Beauty (2010年)
- Fashion Star (2011年)

### 映画
- 『変身パワーズ』 - The Master of Disguise (2002年)
- 『デュークス・オブ・ハザード』 - The Dukes Of Hazzard (2005年) ※興行収入1位を記録。
- 『めざせ!スーパーの星（英語版）』 - Employee Of The Month (2006年)
- 『ジェシカ・シンプソンのワーキング・ブロンド（英語版）』 - Blonde Ambition (2007年)
- 『ジェシカ・シンプソンのミリタリー・ブロンド（英語版）』 - Private Valentine: Blonde & Dangerous / Major Movie Star (2008年)
- 『愛の伝道師 ラブ・グル』 - The Love Guru (2008年) ※カメオ出演。